# Джоан Рос
Джоан Рос (на английски: JoAnn Ross) е американска писателка на бестселъри в жанра любовен роман и романтичен трилър. Пише и под псевдонимите Джоан Роб (на английски: Joann Robb) и Джоан Робинс (на английски: JoAnn Robbins) в началото на писателската си кариера.

## Биография и творчество
Джоан Рос е родена на 25 юли 1945 г. в Санта Моника, Калифорния, САЩ. Израства с ирландските приказки на дядо си Маклафлин. След като майка и се омъжва повторно се местят във ферма по крайбрежието на Южен Орегон, където няма телевизия и тя си търси други занимания свързани с четене и писане. Във втори клас пише като домашно първия си романтичен разказ, за който получава отличие и я мотивира да мечтае да стане писателка. Докато е ученичка пише мелодрами и играе пиески за сестрите си и съседските деца, и макар билетчетата за тях да са стотинки, тя успява да спести за първото си колело. В гимназията прави интервюта за местните седмични телевизионни новини.
След завършването на гимназията се омъжва за съпруга си, който е нейната училищна любов. Започва работа на най-различни места като пианист в бар, помощник на фокусник и като журналист за голям столичен вестник. След това работи за рекламна компания, където достига до длъжността изпълнителен директор, и получава награда за най-добра реклама на парфюм.
В началото на 80-те съпругът и предлага да работи за неговата застрахователна компания. Тя прекарва триседмично обучение в Калифорния и започва работа работа като застрахователен агент. Едновременно пише първите си романи и опитва да ги продаде на различни издателства. Получава много откази за девет от романите си, но не се отказва и пише наново. След повече от година получава първото предложение, като за шест седмици сключва договор за три книги.
От края на 1982 г. напуска работата си и се отдава изцяло на писателската си кариера. Първоначално пише под псевдонимите Джоан Роб и Джоан Робинс. Работи по 8 часа на ден през седмицата, и частично през почивните дни. Изключително плодовита като писателка тя е авторка на над 90 романа, част от които са в 15 различни серии. Постепенно от романси преминава към романтични трилъри.
През 1998 г. „A Woman's Heart“ е удостоен с наградата за най-добър съвременен романс, а „Hunk of the Month“ получава наградата на „Harlequin“. През 1997 г. получава награда за серия на годината, а през 1999 г. за цялостен принос на списание „Romantic Times“. Член е на Асоциацията на писателите на романси.
Нейните произведения са били много пъти в списъците на бестселърите на „Ню Йорк Таймс“. Преведени са на над 28 езика по целия свят.
Джоан Рос живее със съпруга си и три спасени кучета в смарагдовото подножие на планината „Грейт Смоуки“ в Тенесии и на крайбрежието на Орегон. Обича да пътува, да чете и да гледа филми.

## Произведения

### Произведения написани като Джоан Рос

#### Самостоятелни романи
- Winning Season (1983) – под псевдонима Джоан Робинс
- Съдбовна връзка, Stormy Courtship (1984)
- Обичай ближния си, Love Thy Neighbor (1985)
- В клопка, Bait and Switch (1986)
- Съдбовна авантюра, A Hero at Heart (1986)
- Hot on the Trail (1987)
- In a Class by Himself (1988)
- Wilde 'n' Wonderful (1988)
- Eve's Choice (1988)
- Murphy's Law (1988)
- Тайни грехове, Secret Sins (1990)
- Dark Desires (1992)
- Частни удоволствия, Private Pleasures (1992)
- Lovestorm (1993)
- Angel of Desire (1994)
- Немислима любов, Scandals (1994)
- Наследство от лъжи, Legacy of Lies (1995)
- The Waiting Game: Washington / In a Class By Himself (1995)
- It Happened One Week (1996)
- I Do, I Do ... for Now (1996)
- Southern Comforts (1996)
- No Regrets (1998)
- Hunk of the Month (1998)
- Dial a Hero (1999)
- Thirty Nights (2001)
- Blaze (2005)
- Impulse (2006)
- No Safe Place (2007)

#### Серия „Огнен залез“ (Duskfire)
1. Duskfire (1985)
2. Risky Pleasure (1985)

#### Серия „Лъки Пени“ (Lucky Penny)
1. Magic in the Night (1986)
2. Playing for Keeps (1987)
3. Tempting Fate (1987)

#### Серия „Тиърнън“ (Tiernan)
1. Без прецедент, Without Precedent (1986)
2. Worth Waiting for (1987)
3. Spirit of Love (1988)

#### Серия „Кралското семейство Монтакроа“ (Montacroix Royal Family)
1. Да се влюбиш в Кейн, Guarded Moments (1990)
2. Принцът и актрисата, The Prince and the Showgirl (1993)
3. The Outlaw (1996)

#### Серия „Рапунцел и разбойникът“ (Tangled)
1. Tangled Hearts (1991)
2. Tangled Lives (1991)

#### Серия „Планинска крепост“ (Castle Mountain)
1. Междузвездна любов, Star-Crossed Lovers (1993)
2. Moonstruck Lovers (1993)

#### Серия „Мъжете от Уиски Ривър“ (Men of Whiskey River)
1. Confessions (1995)
2. Untamed (1996)
3. Wanted! (1996)
4. Ambushed (1996)
5. The Outlaw (1996)

#### Серия „Ню Орлеански рицари“ (New Orleans Knights)
1. Рицарят от Ню Орлийнс, Roarke, the Adventurer (1997)
2. Shayne, the Pretender (1997)
3. Michael, the Defender (1997)

#### Серия „Ирландска крепост“ (Irish Castlelough)
1. A Woman's Heart (1998) – най-добър романс на годината
2. Fair Haven (2000)
3. Legends Lake (2001)

#### Серия „Залива на златната вода“ (Coldwater Cove)
1. Магия, Homeplace (1999)
2. Far Harbor (2000)

#### Серия „Братя Калахан“ (Callahan Brothers)
1. Blue Bayou (2002)
2. River Road (2002)
3. Magnolia Moon (2003)

#### Серия „Сестрите Стюарт“ (Stewart Sisters)
1. Out of the Mist (2003)
2. Out of the Blue (2004)
3. Out of the Storm (2004)

#### Серия „Висок риск“ (High Risk)
1. Freefall (2008)
2. Crossfire (2008)
3. Shattered (2009)
4. Breakpoint (2009)

#### Серия „Защитен кей“ (Shelter Bay)
1. Завръщането, The Homecoming (2010)
2. One Summer (2011)
3. On Lavender Lane (2012)
4. Moonshell Beach (2012)
5. Sea Glass Winter (2012)
6. Castaway Cove (2013)

#### Участие в съвместни серии с други писатели

##### Серия „Бунтовници и мошеници“ (Rebels & Rogues)
- The Knight in Shining Armor (1992)

от серията има още 21 романа от различни авторки

##### Серия „Американски герои: Срещу всички шансове“ (American Heroes: Against All Odds)
47. The Return of Caine O'Halloran (1994)
от серията има още 49 романа от различни авторки

##### Серия „Ергенски оръжия“ (Bachelor Arms)
- Never a Bride (1995)
- For Richer or Poorer (1995)
- Three Grooms and a Wedding (1995)

от серията има още 6 романа от Кандис Шулер и Кейт Хофман

##### Серия „Тайни фантазии“ (Secret Fantasies)
- Private Passions (1995)

от серията има още 11 романа от различни авторки

##### Серия „Герой под наем“ (Hero for Hire)
2., 1-800-Hero (1998)
от серията има още 4 романа от различни авторки

##### Серия „Ергенски търг“ (Bachelor Auction)
- Жената на Макензи, Mackenzie's Woman (1999)

от серията има още 14 романа от различни авторки

#### Сборници
- Дар от небесата, A Very Special Delivery в Празници на любовта, My Valentine (1992) – с Кристин Ролофсон, Вики Луис Томпсън и Джина Уилкинс
- Western Loving (1993) – със Сюзън Фокс и Барбара Кай
- Temperature Rising (1994) – с Жаклин Даймънд и Тес Геритсен
- The Bodyguard (1995) – с Памела Бауър и Евелин Кроу
- Verdict: Matrimony (1996) – със Сандра Канфийлд и Боби Хътчинсън
- New Year's Resolution: Baby (1996) – с Марго Далтън и Ан Стюарт
- Summer Loving (1998) – с Мари Ферарела, Даян Пършинг и Тифани Уайт
- Temptations Blaze (1998) – с Хедър Макалистър и Елда Майнър
- Perfect Summer (1999) – със Стефани Бонд, Джанис Кайзер и Вики Луис Томпсън
- Silent Sam's Salvation; A Very Special Delivery; Valentine Hearts and Flowers; Romantic Notions (2000)
- Windfall (2003) – с Изабел Шарп
- Homeplace / Far Harbor (2005)
- Silver Bells (2008) – с Мери Бъртън, Джуди Дуарте и Фърн Майкълс
- When I'm with You (2009) – с Линда Лейл Милър
- Leaving Blue Bayou (2012)
- Christmas on Main Street (2013) – със Сюзън Донован, Луан Маклейн и Алексис Морган

### Произведения написани под псевдонима Джоан Роб

#### Самостоятелни романи
- Stardust and Diamonds (1983)
- Sterling Deceptions (1984)
- A Secure Arrangement (1984)
- Touch the Sun (1984)
- Wolfe's Prey (1985)
- A Dangerous Passion (1985)
- Promises to Keep (1985)
- High Stakes Affair (1986)

#### Серия „Любовник мечта“ (Dreamlover)
1. Dreamlover (1984)
2. Tender Betrayal (1984)